# C. J. Sansom
Christopher John Sansom (* 9. Dezember 1952 in Edinburgh; † 27. April 2024) war ein britischer Schriftsteller.

## Leben
Geboren und aufgewachsen in Edinburgh als einziges Kind einer presbyterianischen Familie, studierte Sansom Geschichte an der University of Birmingham und promovierte über die Südafrikapolitik der Labour-Party. Nachdem er eine Zeit lang in verschiedenen Berufen gearbeitet hatte, orientierte er sich beruflich um und wurde Rechtsanwalt, bis er sich auf das Schreiben beschränkte.
Bekannt wurde er durch die Matthew-Shardlake-Reihe, eine Serie von Romanen um den buckligen Anwalt Matthew Shardlake im England der Regierungszeit Heinrichs VIII., der sich in den ersten beiden Romanen im Auftrag Thomas Cromwells auf gefährliche politische Mission begibt.
Sansom lebte in Brighton.

## Auszeichnungen
- 2003 Flintyxan des schwedischen Kriminalmagazins Jury für Upplösning (Original: Dissolution)
- 2005 Ellis Peters Historical Dagger der britischen Crime Writers' Association für Dark Fire
- 2022 CWA Diamond Dagger für sein Lebenswerk

## Verfilmungen
Die BBC plante, den ersten Teil der Matthew-Shardlake-Reihe für das Fernsehen zu verfilmen; die Hauptrolle sollte Kenneth Branagh übernehmen. Das Projekt wird momentan jedoch nicht voran getrieben.
2023 produzierte der Streaminganbieter Disney+ den Vierteiler „Shardlake“ basierend auf dem ersten Band der Reihe Pforte der Verdammnis. Der Rechtsanwalt Matthew Shardlake wird von Arthur Hughes gespielt, Thomas Cromwell wird von Sean Bean verkörpert. Gedreht wurde in Ungarn, Rumänien und Österreich. Als Kulisse für das Kloster dienten die Burg Hunedoara in Rumänien und die Burg Kreuzenstein in Österreich. C. J. Sansom konnte die Premiere leider nicht mehr miterleben, da er nur Tage vorher verstarb.

## Werke
Die Matthew-Shardlake-Reihe
- 2003 Dissolution
  - Band 1: Pforte der Verdammnis. Historischer Kriminalroman, dt. von Irmengard Gabler, Fischer Taschenbuchverlag, Frankfurt am Main 2005, ISBN 978-3-596-15840-9.
- 2004 Dark Fire
  - Band 2: Feuer der Vergeltung. Historischer Kriminalroman, dt. von Irmengard Gabler, Fischer Taschenbuchverlag, Frankfurt am Main 2006, ISBN 978-3-596-15845-4.
- 2006 Sovereign
  - Band 3: Der Anwalt des Königs. Historischer Kriminalroman, dt. von Irmengard Gabler, Fischer Taschenbuchverlag, Frankfurt am Main 2009, ISBN 978-3-596-17567-3.
- 2008 Revelation
  - Band 4: Das Buch des Teufels. Historischer Kriminalroman, dt. von Irmengard Gabler, Fischer Taschenbuchverlag, Frankfurt am Main 2010, ISBN 978-3-596-18671-6.
- 2010 Heartstone, 2011 nominiert für den Walter Scott Prize
  - Band 5: Pfeil der Rache. Historischer Kriminalroman, dt. von Irmengard Gabler, Fischer Taschenbuchverlag, Frankfurt am Main 2011, ISBN 978-3-596-19105-5.
- 2014 Lamentation
  - Band 6: Die Schrift des Todes. Historischer Kriminalroman, dt. von Irmengard Gabler, Fischer Taschenbuchverlag, Frankfurt am Main 2015, ISBN 978-3-596-03337-9.
- 2018 Tombland
  - Band 7: Die Gräber der Verdammten. Historischer Kriminalroman, dt. von Irmengard Gabler, Fischer Taschenbuchverlag, Frankfurt am Main 2020, ISBN 978-3-596-70494-1

Andere Veröffentlichungen
- 2006 Winter in Madrid. Macmillan, London 2006, ISBN 1-4050-0546-7.
- 2013 Dominion. Pan Macmillan ISBN 978-0-230-74416-5
  - Feindesland. dt. von Christine Naegele, Heyne Verlag, München 2020, ISBN 978-3-453-43942-9